# Sea Dart (missile)
Pour les articles homonymes, voir Sea Dart.
Le Sea Dart ou GWS30 est un missile surface-air britannique conçu par le groupe Hawker Siddeley et produit par British Aerospace à partir de 1977. Il est installé sur les destroyers de type 42 (Royaume-Uni et Argentine), de type 82 (en) et sur les porte-avions de classe Invincible de la Royal Navy. 

## Historique
Le projet Sea Dart est lancé par Hawker Siddeley, sous l'appellation « CF.299 », afin de remplacer le missile surface-air à longue portée britannique de première génération Sea Slug. Il entre en service en 1973 à bord du destroyer de type 82 HMS Bristol, avant son déploiement à grande échelle sur les destroyers de type 42, en commençant par le HMS Sheffield en 1976. Le missile équipe également les porte-avions de classe Invincible, mais il est retiré dans les années 1998-2000, ce qui permet d'accroitre l'espace disponible sous et sur le pont d'envol et ainsi de pouvoir accueillir l'avion Harrier GR9 (en) de la Royal Air Force.
Durant la guerre des Malouines, 33 sont tirés en opérations de combat et il a détruit 9 cibles au combat de façon confirmée : six avions, deux hélicoptères - dont un britannique lors d'un tir ami - et un missile durant la guerre des Malouines.